# Porto Mantovano
Porto Mantovano (lombardul: Pòrt Mantuàn) település Olaszországban, Lombardia régióban, Mantova megyében. Lakosainak száma 16 614 fő (2023. január 1.). Porto Mantovano Curtatone, Mantova, Marmirolo, Rodigo, Roverbella, Goito és San Giorgio Bigarello községekkel határos.

## Népesség
A település lakossága az elmúlt években az alábbi módon változott:
| Lakosok száma | 16 487 | 16 479 | 16 614 |
|               | 2017   | 2018   | 2023   |